# Arroz gordo

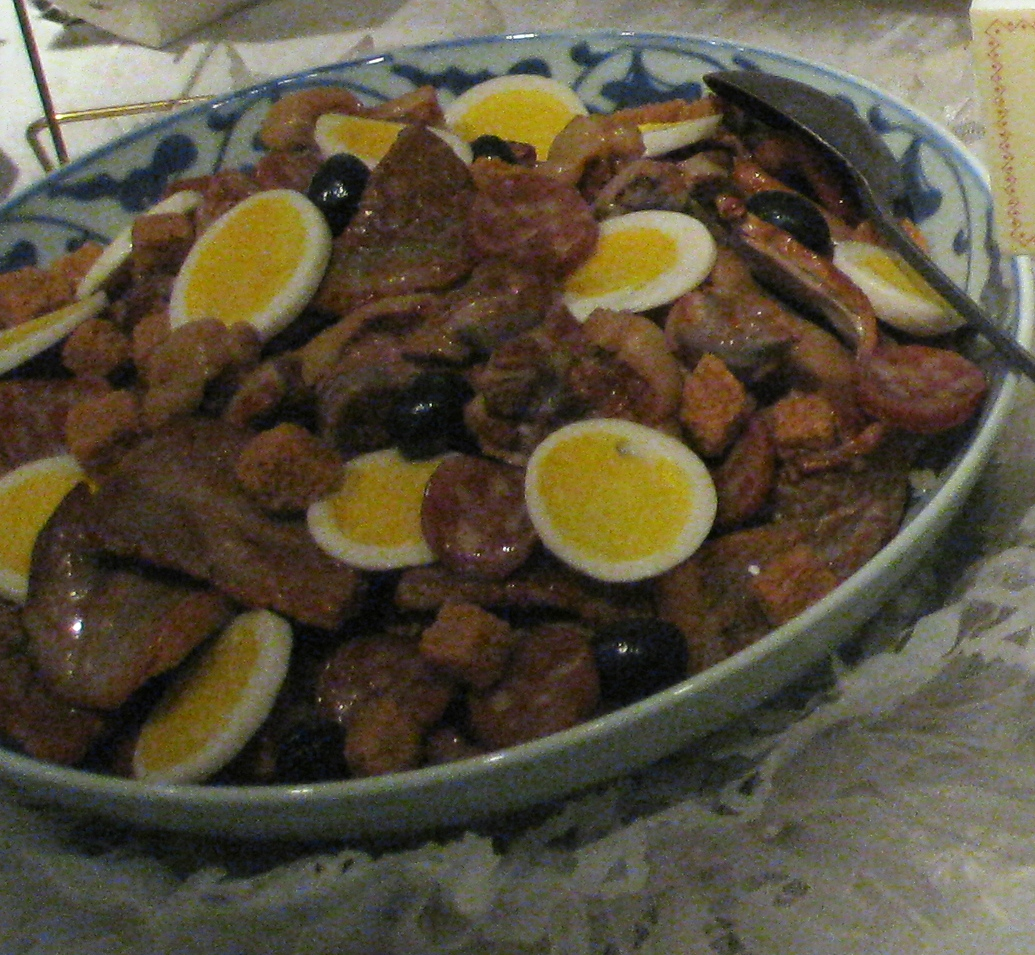
Arroz gordo

Arroz gordo é um prato macaense típico da culinária de Macau. Para além de arroz, é preparado com carnes de galinha, porco (incluindo chispe, também conhecido por pé de porco) e vitela, cebola e tomate. Quando já se encontra na travessa, o arroz é enfeitado com ovo cozido, chouriço cozido, passas e cubinhos de pão frito.
A preparação começa pelo tempero das carnes, cortadas em pedaços, com sal e pimenta, devendo estas repousar algum tempo após serem temperadas. Em seguida, é feito um refogado com as cebolas e os tomates, que depois de alourar é retirado do lume. Em seguida, a galinha, a carne de porco e a vitela são refogados num pouco de banha, juntando-se-lhes água em seguida. O chispe é refogado à parte, por ser muito gorduroso. Finalmente, o arroz é levado a cozer no mesmo recipiente das carnes principais, sendo estas retiradas, aproveitando-se a sua gordura para a cozedura. Por fim, o arroz é colocado numa travessa, sendo as carnes dispostas à sua volta. As passas, os ovos, as rodelas de chouriço e o pão frito são então colocados sobre o arroz, podendo também ser usadas azeitonas recheadas.